# 克里索斯托莫·馬丁內斯

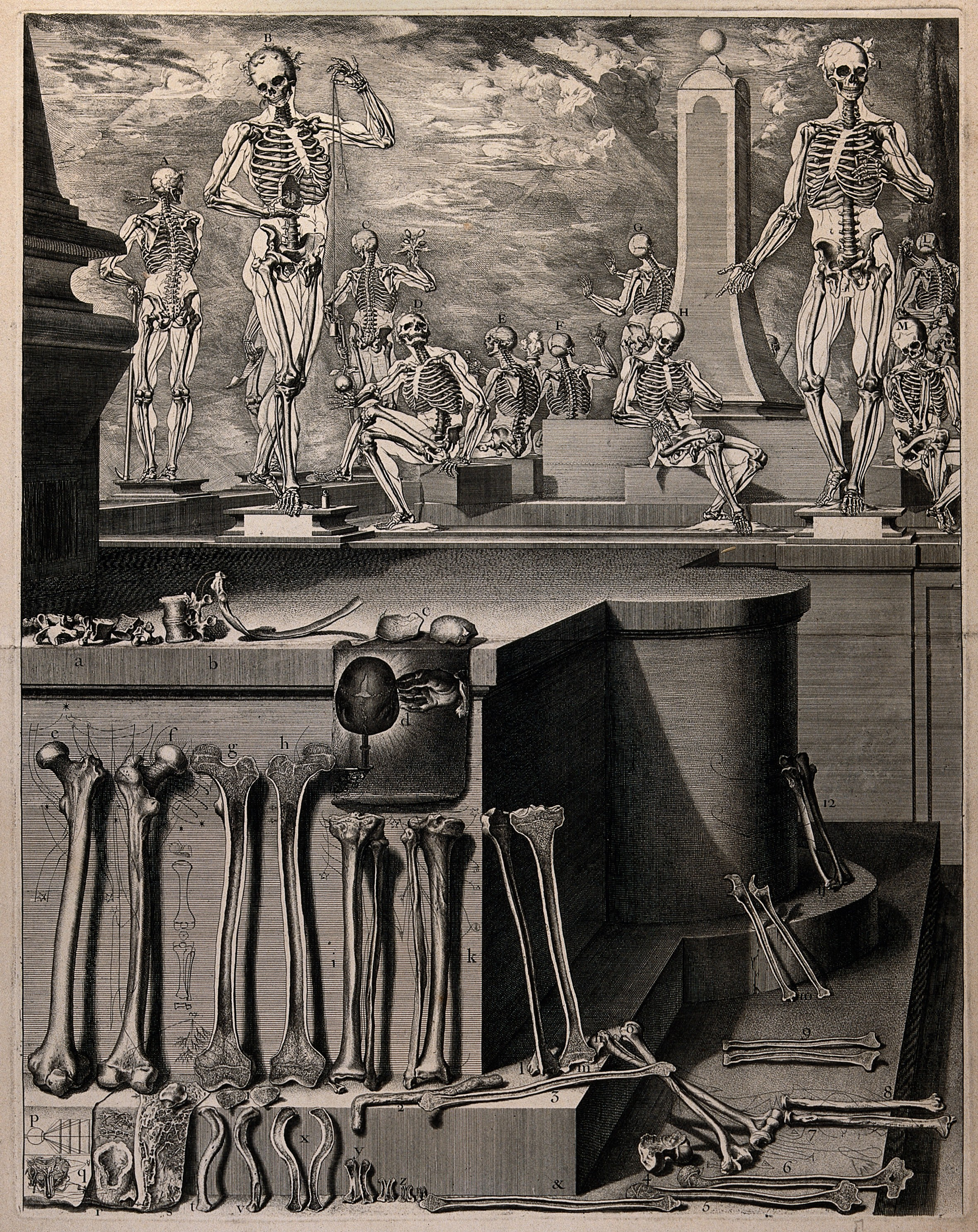
《骨架與骨頭》，克里索斯托莫·馬丁內斯，西班牙國家圖書館

克里索斯托莫·馬丁內斯（西班牙語：Crisóstomo Martínez，1638年—1694年）是一位瓦倫西亞畫家、雕刻家，以其解剖學畫集著名。他的作品對胚胎學及顯微鏡使用做出了貢獻。他首次準確地在雕刻中顯示出了鬆質骨。 1694年死於法蘭德斯。